# Церковь Всемилостивого Спаса из села Фоминского
Церковь Всемилостивого Спаса из села Фоминское — экспонат Костромского музея деревянного зодчества, бывшая приходская летняя церковь, построенная в селе Фоминском Костромской области в 1712 году.

## История
Церковь Всемилостивого Спаса была построена в селе Фоминском в 1712 году на месте деревянной шатровой церкви в честь Димитрия Солунского, разобранной по ветхости. После того как в 1847 году в селе Фоминском возвели каменную церковь, деревянный храм был упразднён. В 1968 году он был перевезен в музей и отреставрирован по проекту архитекторов И. Ш. Шевелева и А. В. Ополовникова.

## Архитектура

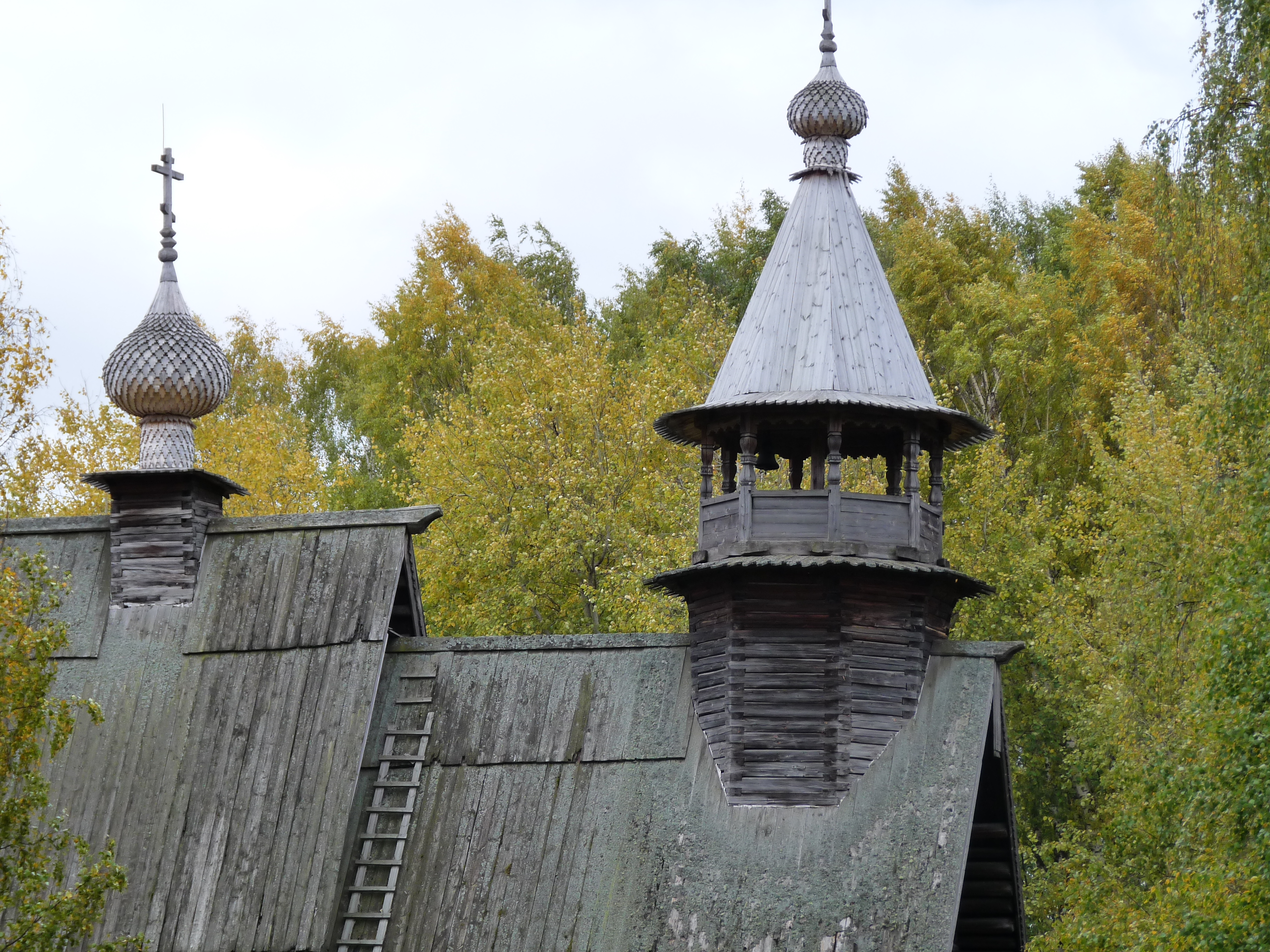
Главка и колокольня

Памятник является одним из лучших образцов широко распространенного типа так называемой клетской церкви. Здание церкви состоит из четырёх разновысотных клетей (частей, объёмов) — алтаря, четверика, трапезной и паперти. Все части имеют одинаковую ширину. Трапезная и паперть объединены под общей двускатной крышей с клинчатым или островерхим покрытием, четверик завершает такая же, но более высокая. Над кровлей трапезной возвышается восьмигранная шатровая колокольня с открытым ярусом звона, на которую ведёт лестница из сеней. На северном фасаде трапезной расположен вход, ведущий в подклет, который увеличивает высоту здания церкви почти на два метра. Кровля выполнена в два слоя тёса «со скалой», то есть между верхним и нижним слоями тёса уложены широкие листы бересты. Главки, венчающие четверик и колокольню, покрыты осиновым лемехом. Окна в церкви двух типов: косящатые (в храме, трапезной и апсиде) и волоковые (в трапезной и паперти). Храм, трапезная и паперть рублены «в обло» или из бревен, апсида и колокольня — «в лапу» из брусьев. С рундука крыльца на паперть ведет щитовая дверь с секирным кованым замком. Скромный декор церкви составляют охлупни, положенные по конькам тесовых кровель, которые повышают пики у полиц колокольни и у кровли над постаментом храма, а также двухслойные двойные доски-причелины и полотенца, закрывающие их стыки.

## Интерьер
Помещения основного этажа — паперть, трапезная и храм — соединяются находящимися на одной оси проемами. В северо-западном углу паперти устроена лестница на колокольню. Помещения перекрыты тесом по балкам. Полы — дощатые. Вдоль стен расположены встроенные лавки с фигурными ножками. Частично сохранился тябловый иконостас конца XVIII в. с резными царскими вратами. Перед иконостасом устроены клиросы с откидными скамьями, покрытыми резным орнаментом геометрического рисунка. Общая площадь храма равняется 106,5 м².

## Аналогии
Облик церкви Всемилостивого Спаса типичен для клетских храмов Костромской, Владимирской и Ивановской областей (то есть северо-восточная группа) первой половины XVIII века. Имея принципиально одинаковое общее решение и даже схожие детали с церквями Тверской области, они отличаются островерхими покрытиями, прямоскатной кровлей без полиц и пятигранным алтарём (важно, что прямоугольный алтарь характерен для деревянных церквей XIV—XV вв., например, церкви Ризоположения из села Бородавы Вологодской области (1485) или церкви Успения Богородицы из деревни Никулино в Витославицах (1599)). Кроме того, все части церкви объединены в равноширокий сруб. Примерами могут послужить такие постройки, как церковь Воскресения из села Билюково Ильинского района Ивановской области (1699), церковь Спаса Преображения из села Спас-Вежи Костромского района (1713), церковь Собора Пресвятой Богородицы в Березниках Ивановской области (1724, утрачена), а также более поздняя Никольская церковь из села Глотово Юрьев-Польского района (1766).